# Wojciechów (gmina)
Wojciechów (hist. gmina Palikije; daw. gmina Wojciechów Lubelski) – gmina wiejska w województwie lubelskim, w powiecie lubelskim. W latach 1975–1998 gmina położona była w województwie lubelskim. Stanowi część aglomeracji lubelskiej zgodnie z koncepcją P. Swianiewicza i U. Klimskiej.
Siedziba gminy to Wojciechów.
Według danych z 30 czerwca 2004 gminę zamieszkiwało 5878 osób. Natomiast według danych z 31 grudnia 2017 roku gminę zamieszkiwało 5978 osób.

## Struktura powierzchni
Według danych z roku 2002 gmina Wojciechów ma obszar 80,92 km², w tym:
- użytki rolne: 88%
- użytki leśne: 6%

Gmina stanowi 4,82% powierzchni powiatu.

## Demografia

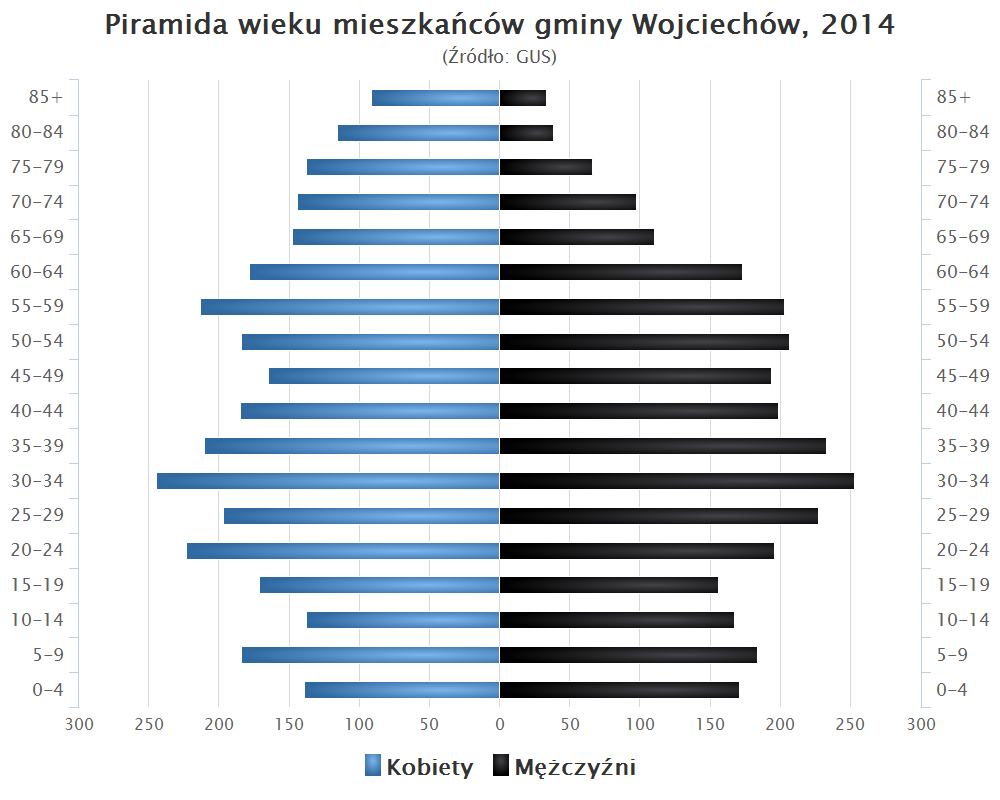
Piramida wieku mieszkańców gminy Wojciechów w 2014 roku

Dane z 30 czerwca 2004:
| Opis                              | Ogółem | Ogółem | Kobiety | Kobiety | Mężczyźni | Mężczyźni |
| --------------------------------- | ------ | ------ | ------- | ------- | --------- | --------- |
| jednostka                         | osób   | %      | osób    | %       | osób      | %         |
| populacja                         | 5878   | 100    | 2999    | 51      | 2879      | 49        |
| gęstość zaludnienia (mieszk./km²) | 72,6   | 72,6   | 37,1    | 37,1    | 35,6      | 35,6      |

## Zabytki na terenie gminy
Do rejestru zabytków wpisane są następujące obiekty z terenu gminy (stan na dzień 20 grudnia 2010 roku:
| adres             | nazwa | numer rejestru | data decyzji              | długość i szerokość geograficzna                |
| ----------------- | --- | -------------- | ------------------------- | ----------------------------------------------- |
| Łubki             | zespół dworski                                                                                                   | A/703          | 31.12.1975                | 51°14′12″N 22°10′53″E/51,236667 22,181389       |
| Palikije Pierwsze | zespół dworski, 2 poł. XIX/XX dwór park                                                                          | A/122          | 31.03.1966 i 16.11.1966   | 51°14′09,55″N 22°17′22,43″E/51,235986 22,289564 |
| Wojciechów        | kościół par. pw. św. Teodora, drew, 1 poł. XVIII dzwonnica drew., cmentarz przykościelny, ogrodzenie z bramkami. | A/124          | 21.08.1957 i z 28.02.1966 | 51°13′55,36″N 22°14′50,35″E/51,232044 22,247319 |
| Wojciechów        | zespół wieży ariańskiej 1 poł XVI, XIX-XX wieża mieszkalna, wały i fosy, mur ze strzelnicami, ruiny pałacu.      | A/308          | 15.10.1959 i z 1.082.1967 | 51°14′11,04″N 22°14′33,25″E/51,236400 22,242569 |

## Sołectwa
Nowy Gaj, Stary Gaj, Góra, Ignaców, Halinówka, Łubki, Łubki-Kolonia, Łubki-Szlachta, Maszki, Maszki k. Wojciechowa, Miłocin, Palikije Pierwsze, Palikije Drugie, Stasin, Sporniak, Szczuczki, Szczuczki VI Kolonia, Wojciechów cz. I,  Wojciechów cz. II, Wojciechów-Kolonia Pierwsza, Wojciechów-Kolonia Piąta.
Miejscowości podstawowe bez statusu sołectwa: Cyganówka, Romanówka, Tomaszówka.

## Sąsiednie gminy
Bełżyce, Jastków, Konopnica, Nałęczów, Poniatowa, Wąwolnica